# Kati Piri
Katalin Piroska (Kati) Piri (Celldömölk (Hongarije), 8 april 1979) is een Nederlands politica van Hongaarse afkomst. Sinds 2021 is ze Tweede Kamerlid. Tot 2023 was ze dat namens de fractie van de PvdA, sindsdien namens de fractie van GroenLinks-PvdA. Van 2014 tot 2021 was ze Europees Parlementslid namens de PvdA. Ze maakte er deel uit van de fractie van de S&D.

## Loopbaan
Nadat Piri van 1991 tot 1997 het Christelijk Gymnasium Utrecht had gedaan, studeerde ze van 1998 tot 2000 pedagogiek en Engels aan de Rijksuniversiteit Groningen, waar ze haar propedeuse van behaalde. Van 2000 tot 2007 studeerde ze internationale betrekkingen aan diezelfde universiteit, waar ze haar doctoraalexamen haalde. Ze liep stage bij de PvdA-fractie van de Tweede Kamer, bij Tweede Kamerlid Frans Timmermans. Daarna liep ze stage bij de commissie Burgerlijke Vrijheden van de PES-fractie van het Europees Parlement.
Hierna ging Piri aan de slag bij de PvdA-delegatie in het Europees Parlement. Ze was werkzaam als politiek adviseur op de terreinen buitenlands beleid, defensie en mensenrechten. In 2011 werd zij programmamanager Zuid-Kaukasus en Moldavië bij NIMD, een Nederlands instituut dat politieke partijen en democratische bewegingen in jonge democratieën ondersteunt.

### Europees Parlement
In 2014 stelde Piri zich kandidaat voor het Europees Parlement. Als nummer 3 op de lijst werd zij gekozen als vertegenwoordiger voor de PvdA. Voor Piri was naar eigen zeggen het hoog houden van democratische principes en het respecteren van mensenrechten de belangrijkste reden om het Europees Parlement in te gaan. In het Europees Parlement was ze lid van de commissie Buitenlandse Zaken. Ook was ze plaatsvervanger in de commissie burgerlijke vrijheden, justitie en binnenlandse zaken en de subcommissie mensenrechten.
Daarnaast was Piri Turkije-rapporteur voor het Europees Parlement. Als rapporteur onderzocht ze in hoeverre Turkije voldoet aan de voorwaarden voor toetreding van de Europese Unie. En of Turkije zich houdt aan afspraken die zijn gemaakt met de EU. Ieder jaar schreef ze een voortgangsrapport over de situatie in Turkije in relatie met de toetredingsonderhandelingen met de Europese Unie.
Mede door haar werk op het gebied van migratievraagstukken en haar invloed als Turkije-rapporteur werd Piri door Politico op plaats 11 gezet in de lijst van meest belangrijke parlementariërs in het Europees Parlement in het jaar 2017.
In november 2016 riep Piri de EU op om de toetredingsgesprekken met Turkije te bevriezen. Volgens haar konden de gesprekken niet doorgaan zolang Turkije doorging met disproportionele repressieve maatregelen en zolang Turkije weg blijft drijven van Europese waarden als respect voor mensenrechten en mediavrijheid. In diezelfde periode weigerden de Turkse autoriteiten Piri in haar rol als rapporteur. Volgens haar had de weigering te maken met haar kritische houding richting Turkije sinds de couppoging.

#### Turkijerapport 2016

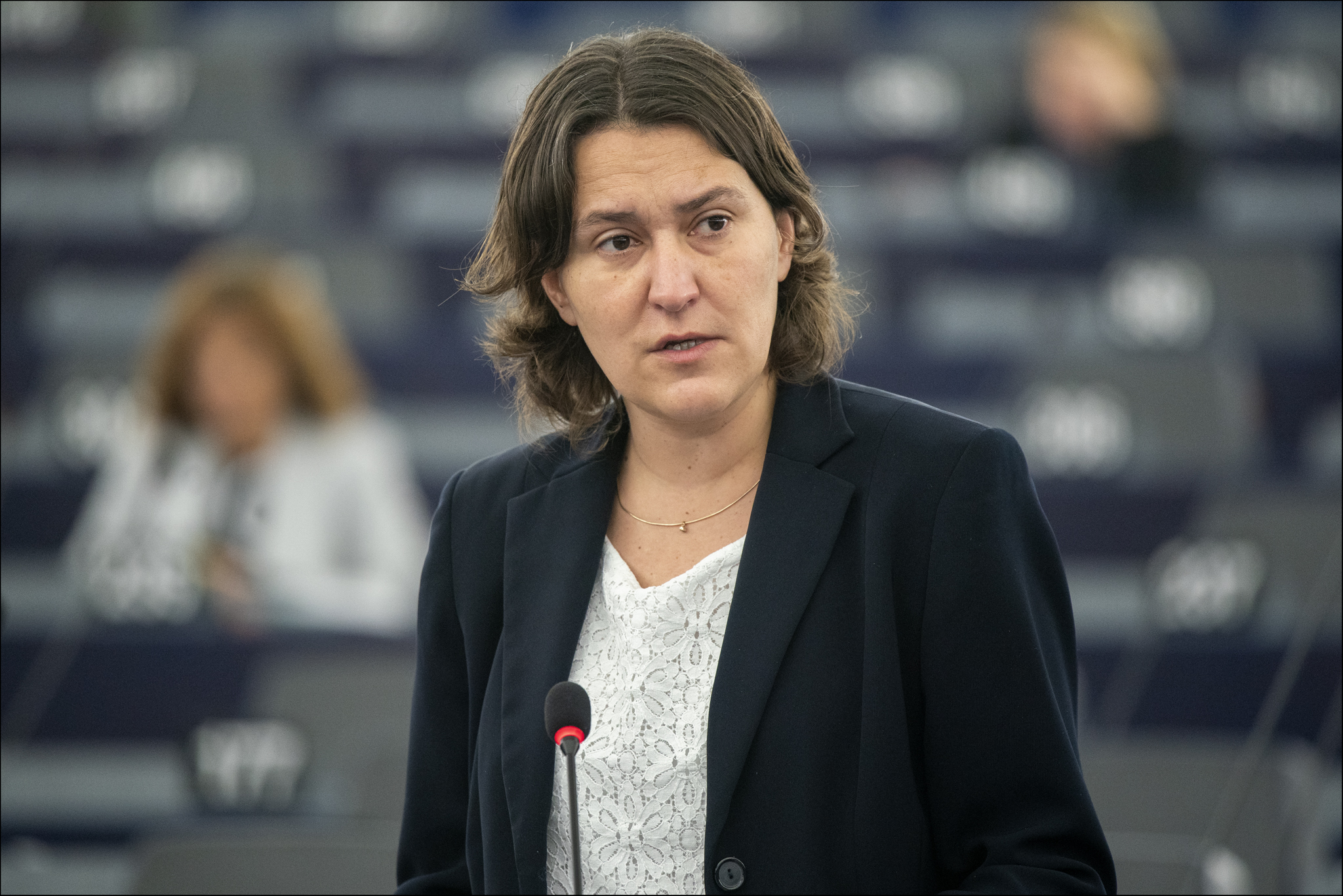
Piri in het Europees Parlement in 2019

Als Turkijerapporteur voor het Europees Parlement presenteerde ze op 26 april het jaarlijkse voortgangsrapport over de Turkse toetreding tot de EU. Piri constateert dat Turkije steeds verder van de democratische waarden van de EU af komt te staan. Het rapport werd gepresenteerd een week nadat de uitslag van het Turkse referendum bekend was geworden. De constitutionele hervorming was onderwerp van het referendum in Turkije dat op 16 april 2017 werd gehouden. Iets meer dan 51 procent stemde JA. Dit betekent dat er met de hervormingen een presidentieel systeem in Turkije van kracht wordt. In het rapport roept ze de EU-leiders op om de onderhandelingen officieel op te schorten zodra de constitutionele hervorming van kracht wordt.
Ondanks dat Piri pleit voor een opschorting zodra de constitutionele hervorming van kracht wordt, wil ze niet dat de hele Turkse bevolking wordt genegeerd. Ze stelt in haar rapport voor om democratische krachten in Turkije te blijven ondersteunen.

### Tweede Kamer
Bij de Tweede Kamerverkiezingen 2021 stond Piri als vijfde op de kandidatenlijst van de PvdA en werd verkozen. Op 31 maart 2021 werd Piri beëdigd als lid van de Tweede Kamer.
Haar ingediende (en aangenomen) moties van afkeuring naar aanleiding van de mislukte evacuatie uit Afghanistan, leidden in september 2021 tot het vertrek van de ministers Sigrid Kaag (Buitenlandse Zaken, D66) en Ank Bijleveld (Defensie, CDA).
In juni 2025 diende Piri een motie in voor een algehele wapenexportban voor Israël, waaronder onderdelen voor het luchtverdedigingssysteem Iron Dome. Volgens Piri werd het luchtverdedigingssysteem gebruikt als onderdeel van de aanvalsstrategie in de Israël-Iran oorlog, omdat het zonder vrees voor raketten Iran kan aanvallen. Minister van Buitenlandse Zaken Caspar Veldkamp en andere Kamerleden wierpen tegen dat dit systeem  burgers beschermt tegen raketaanvallen vanuit Iran. De motie werd alleen gesteund door GL-PvdA, SP, DENK en PvdD, en daarmee verworpen. Hetzelfde voorstel werd op 21 juni 2025 voorgelegd aan een gezamenlijk partijcongres van GroenLinks-PvdA, het kreeg de steun van 83% van de daar aanwezige leden.
Laura Bromet · Julian Bushoff · Glimina Chakor · Geert Gabriëls · Marleen Haage · Daniëlle Hirsch · Habtamu de Hoop · Barbara Kathmann · Jesse Klaver · Suzanne Kröger · Esmah Lahlah · Tom van der Lee · Mohammed Mohandis · Songül Mutluer · Jimme Nordkamp · Mariëtte Patijn · Anita Pijpelink · Kati Piri · Elke Slagt · Luc Stultiens · Joris Thijssen · Frans Timmermans · Mikal Tseggai · Lisa Westerveld · Raoul White
- Gemeinsame Normdatei: 1119652960
- Parlement.com: vjgpegdrao49
- Virtual International Authority File: 3484148037703488350007
- WorldCat: E39PBJtMpqcChHFP6yR3xkTfv3